# Petăr Gabrovski
Petăr Dimitrov Gabrovski (in bulgaro Петър Димитров Габровски?; Razgrad, 9 luglio 1898 – Sofia, 1º febbraio 1945) è stato un politico bulgaro e primo ministro del regno di Bulgaria durante la seconda guerra mondiale.

## Biografia
Gabrovski cominciò la sua carriera politica come nazionalsocialista, formando il proprio movimento, la Militanza per l'avanzamento dello spirito nazionale bulgaro (Ратничество за напредък на българщината, Ratničestvo za napredăka na bălgarštinata), comunemente noti come ratnici. Questo gruppo era violentemente antisemita e si riteneva che tenesse collegamenti stabili con i nazisti, ma non riuscì ad ottenere il sostegno popolare.
Gabrovski entrò a far parte del governo di Bogdan Filov nel 1940 come ministro degli interni. Con questo incarico si occupò del trasporto degli ebrei nei campi di concentramento e firmò un accordo scritto per approvare il trasferimento di 20.000 ebrei dalla Macedonia e la Tracia occupate il 22 febbraio 1943.
In seguito alla morte dello zar Boris III Gabrovski servì da primo ministro tra il 9 ed il 14 settembre 1943, mentre i maggiori politici del paese formavano il consiglio di reggenza in vece del troppo giovane zar Simeone II. Non riuscì tuttavia a gestire il lavoro e la sua posizione venne revocata. Fu infine giustiziato, insieme a molti esponenti del vecchio regime, sotto il nuovo governo comunista.